# Stena RoRo
Stena RoRo är ett rederi som är en del av Stena-sfären. Stena RoRo bygger, köper, säljer, hyr ut och driver RoRo- och RoPax-fartyg. Utöver internchartern till Stena Line återfinns bland andra Transfennica och kanadensiska statliga Marine Atlantic Inc som större klienter.